# Buza László
Buza László (Sárospatak, 1885. február 8. – Budapest, 1969. október 18.) nemzetközi jogász, egyetemi tanár, a Magyar Tudományos Akadémia tagja (levelező: 1938, rendes: 1946).

## Tanulmányai
Apja Buza János (1848-1912) a Sárospataki Református Kollégium gimnáziumi tanára, 1880-ban pedig igazgatója volt.
Alap és középfokú iskoláit szülővárosában, Sárospatakon végezte, majd ugyanitt a jogakadémián tanult. A kolozsvári tudományegyetem jogi karán folytatott képzése 1908-ban a jogtudományi, 1909-ben pedig az államtudományi doktorrá avatásával fejeződött be. Államtudományi doktorrá sub auspiciis regis avatták.

## Pályája
1912-től a kolozsvári tudományegyetem magántanárává habilitálták. 1918–1923 között a Sárospataki Református Jogakadémia igazgatójává nevezték ki. 1923-tól a Szegedi Ferenc József Tudományegyetemen (annak 1940-ben Kolozsvárra helyezésével is folyamatosan) tanított. Többször volt dékán, prodékán, prorektor (1939–1940). 1930–1937 között az MTA Jogtudományi Bizottságának meghívott tagjaként is tevékenykedett. Életrajzírói külön kiemelik dékánsága, majd rektorsága (1943-1944) idejét a Jog- és Államtudományi Karon, ahol mindvégig fontos szerepe volt az Egyetemi Tanács működtetésében. Két professzortársával együtt neki volt köszönhető, hogy 1944 őszén az egyetem és a klinika működőképes maradt Kolozsváron. Miskolczy Dezső orvosprofesszorral, az egyetem 1944-1945. évi rektorával és Haynal Imre belgyógyásszal, az orvosi kar dékánjával a háborús viszonyok ellenére helyükön maradtak, és 1944. szeptember 17-én meg tudták nyitni az egyetemi tanévet.

Részt vett abban a tudósokból, közéleti vezető személyiségekből álló testületben, amely 1945 decemberében Márton Áron püspök vezetésével memorandumot dolgozott ki és azt eljuttatta a nagyhatalmak 1946. május 7-én béketárgyalásokra összeülő képviselőihez. E tervezet Erdély határainak az etnikai összetételt alapul vevő kialakításáról szólt.
A román állam 1945 nyarán Kolozsváron új magyar egyetemet szervezett, amely 1959-ig tartotta meg  önállóságát. Buza László magyar állampolgársága miatt az 1945. december 11-étől immár Bolyai János nevét viselő tudományegyetem vezetéséből kikerült, tanított, és mint korábban, sokat publikált az egyetemmel együttműködő, (1940-1950-ig fennállott, s 1945-ben az egyetemhez csatolt) Erdélyi Tudományos Intézet (ETI) és az Erdélyi Múzeum-Egyesület (EME) kiadványaiban. A Bolyai Tudományegyetem 1946-1947-ben elindított Szabadegyetemén is tartott előadásokat. 1947-1949 között a magyar állampolgárságú professzoroknak el kellett hagyniuk Kolozsvárt, mert szerződésüket a román minisztérium nem hosszabbította meg. Buza László Szegedre visszatérve, 1948-1966-ig, nyugdíjazásáig a Szegedi Tudományegyetemen a nemzetközi jog tanszékvezető egyetemi tanára volt. A Magyar Jogász Szövetségnek 1959–1965 között, az Állami és Jogtudományi Bizottságnak 1960–1964 között töltötte be az elnöki tisztét.
A református egyház Duna-melléki kerületének főgondnoka volt, s a kor elvárásai szerint népfront-tisztségeket is viselt.
Fia Buza László (1914-1987) állatorvos, bakteriológus.

## Munkássága
Tudományos szemléletében és módszereiben a hazai közjogi pozitivizmus képviselője volt, amelynek fő jellemzője, hogy leíró jellege mellett a közjogi intézményeket történetiségében mutatja be, a különböző országok közhatalmi rendszerének vizsgálatában és összehasonlításában a hangsúlyt a tételes jogi szabályozás ismertetésére helyezi. Buza a nyugati parlamentarizmus alkotmányos megoldásait népszerűsítette a hivatalos történeti jogi irányzattal szemben.
Kezdeti publikációi közjogi és az alkotmányjogi kérdésekkel foglalkoztak, majd az I. világháború idején fordult erőteljesebben a nemzetközi jog vizsgálatához. Különösen a nemzeti kisebbségek nemzetközi jogi helyzetét elemezte. A II. világháború után a megújult nemzetközi közjog alapvető problémáit vizsgálta és közreadta az új szellemű nemzetközi jogi kapcsolatokra vonatkozó kutatási eredményeinek összefoglalását.
Az egyik fő hivatásának a tanítást tartotta. Tanítványai közül számtalan tudós került ki: nála doktorált Bibó István, Szabó József. Herczegh Géza pécsi professzor (a Hágai Nemzetközi Bíróság tagja) is mellette kezdett el foglalkozni a nemzetközi joggal. Tanítványa volt Takács Lajos kolozsvári professzor, aki a Babeş–Bolyai Tudományegyetem létrejöttekor a jogi kar dékánja volt, és szintén tanítványa volt a szegedi tanszék vezetésében utódja, Nagy Károly is. Dobai István a Bolyai Tudományegyetem nemzetközi jog tanszékén 1948-ig, az egyetemről való eltávolításáig Buza László tanársegéde volt, de korábban jogbölcseletet és nemzetközi jogot egyaránt tőle tanult. Szállóigévé vált, ma is idézett mondása: “Ha valamit nem értesz, írj róla tanulmányt.”
Az ő nevéhez fűződik a mai nemzetközi jogban jelentőssé vált fogalom (a „programjellegű norma”, azaz soft law) megalkotása. Buza László 1950-es évekből származó meghatározása szerint ezek a nemzetközi együttműködés szabályozásában ún. jog előtti, „in statu nascendi” normák, melyek lényegileg egy nemzetközi szerződés jogi lefektetése előtt megszülető konszenzus határozatai és azok rögzítése. (Vagyis van egy ígéret a nemzetközi jogközösség részéről, amelyet tartalommal a nemzetközi jogközösség utólag tölt ki.)

## Művei
- Államterület és területi fenségjog (Államjogi tanulmány) Budapest, Grill Károly Könyvkiadóvállalata 1910.
- A miniszterek jogi felelőssége. Budapest, 1911.
- A mentelmi jog tettenkapás esetén. In: Jogtudományi Közlöny, 1912. (47. évf.) 43. sz. 379-380. old.
- Közsegély és választói jog. In: Jogtudományi közlöny, 1913. (48. évf.) 26. sz. 223-225. old.
- (recenzió) Tihanyi Lajos: A magyar országgyűlés költségvetési joga és a delegációk. In: Jogtudományi közlöny, 1914. (49. évf.) 19. sz. 204-205. old.
- Az államjogi kivételes állapot. In: Jogtudományi Közlöny, 1915. (50. évf.) 27. sz. 305-306. old. ; 28. sz. 313-314. old. ; 32. sz. 350-351. old. ; 33. sz. 361-362. old.; 36. sz. 386-387. old.;
- A repülőgépek és léghajók nemzetközi jogi helyzete a háborúban. In: Jogtudományi Közlöny, 1914. (49. évf.) 45. sz. 453-455. old.
- A királyi hitlevél. In: Jogtudományi Közlöny, 1916. (51. évf.) 51. sz. 447-448. old.
- A magyar trónörökösben megkívántató kellékek. (Antal Józseffel). In: Jogtudományi Közlöny, 1916. (51. évf.) 36. sz. 310-313. old.
- A magyar szent korona igényei a volt mellékországokra. In: Budapesti Szemle (3.), 1916. (44. évf.) 167. köt., 477. sz. 397-429. old.
- Hadiszolgálat és parlamenti választói jog. In: Jogtudományi Közlöny, 1917. (52. évf.) 28. sz. 253-255. old.
- Az udvartartás jogi természete. In: Jogtudományi Közlöny, 1918. (53. évf.) 28. sz. 209-210. old; 30. sz. 230-231. old.
- Affaire des colons hongrois du Bánát et de la Transylvanie devant la Société des Nations. In: Revue de Hongrie. Budapest, 1926. (Klny.) 14 p. (Az erdélyi és bánáti magyar telepesek ügye a Nemzetek Szövetsége előtt. A román agrárreform kisebbségellenessége, a bánáti és erdélyi telepesek ügye a Nemzetek Szövetsége előtt, a Nemzetek Szövetsége és a kisebbségi jog.)
- A királykérdés nemzetközi jogi vonatkozásai. Budapest, Pallas Ny., 1928. 15 oldal. Klny. a Magyar Jogi Szemle 1928. évf. 10. számából
- Válságban van-e a parlamentarizmus? Az Interparlamentáris Unió magyar csoportjának ankétje. (Többekkel). Kiad. a Magyar Külügyi Társaság. Szerk. Radisics Elemér. Budapest, 1930. 100 oldal /Aktuális problémák. II. füzet/
- A kisebbségek jogi helyzete a békeszerződések és más nemzetközi egyezmények értelmében. Budapest, 1930. 1. XX, 432 oldal
- Kisebbségi nyelvek szabad használata a magánéletben a kisebbségi szerződések szerint. In: Jancsó Benedek Emlékkönyv. Szerk: Asztalos Miklós. Budapest, 1931. (A nyelvhasználat szabadsága nyilvános gyűlésekre vonatkozóan, bármilyen közzététel esetén. A Nemzetek Szövetségének Tanácsa és a kisebbségek nyelvhasználati joga).
- Revízió nemzetközi jogi alapjai. Budapest, Politzer. 1933. 28 oldal
- A nemzetközi jog tankönyve. Budapest, Politzer. 1935. XII, 428 oldal
- La réforme du conseil. Budapest, Athenaeum, 1935. 15 oldal
- Diktatúra és kisebbségvédelem. Szeged, 1936. 10/2. 11-23. oldal
- A kormányzói jogkör kiterjesztése. Szeged, Árpád Ny., 1938. 14 oldal
- Új irányok a nemzetközi jogban. Budapest, Attila Ny., 1938. 53, 3 oldal
- A felkelők nemzetközi jogi helyzete és a spanyol polgárháborúba való "benemavatkozás". Szeged, Városi Nyomda, 1938. 48 oldal
- Magyar közjog. (Buza László előadásai alapján összeállította Beller István). Szeged, 1939. 84+6 oldal.
- A semlegesség nemzetközi joga. Pécs, Dunántúl Ny., 1939.
- Az elismerés jogi természete a nemzetközi jogban. Budapest, Grill, 1939. 15 oldal
- A nemzetközi kisebbségi jog jövője. Kecskemét, 1940.
- Háború az új nemzetközi jogért. Szerk. Geőcze Bertalan. Budapest, 1940. 18 oldal. /A Nemzetközi Jogi Egyesület Magyarországi Csoportja Könyvtára 3. sz./
- Nemzetközi jog. Buza László előadásai. (Összeáll. Bellér István). Szeged, Árpád Ny., 1942. 38 oldal
- A nemzetközi jogalkotás jelszavai és alapelvei a bécsi kongresszus óta. Budapest, Stephaneum Ny., 1942. 18 oldal
- A deliktum fogalma a nemzetközi jogban, Kolozsvár, 1942. 46 oldal
- A Szocialista Szovjet Köztársaságok Uniója mint összetett állam. Erdélyi Múzeum-Egyesület, Kolozsvár, 1945. 18 oldal /Erdélyi Tudományos Füzetek 191./
- Nemzetiszocializmus Németországban. (Betiltva 1945. februárban).[8]
- Új nemzetközi jogi elvek az egyesült nemzetek san-franciscoi alapokmányában. Kolozsvár, Kiad. az Erdélyi Múzeum-Egyesület, 1946. 26 oldal /Erdélyi Tudományos Füzetek/
- A dekalogos (Tízparancsolat) és a nemzetközi jog. Kolozsvár, Egyetem, 1947. Kolozsvár, Jordáky Ny. 32 oldal /Jog- és Közgazdaságtudományi Értekezések/
- Kelet és Nyugat kapujában. Erdély Európában. Kolozsvár, Ifjú Erdély, 1946.
- A nemzetközi közhatalom szervezete az egyesült nemzetek alkotmánya szerint, Szeged, 1949. 26 oldal
- A közjog alapintézményei. Cluj, Schildkraut, 1948. 68 oldal
- Nemzetközi jog (Hajdú Gyulával és Flachbart Ernővel, Budapest, 1950
- A szovjet nemzetközi jogi felfogás. Szeged, MEFESZ, 1950. Szeged. 19 oldal. /Jogászköri kiadványok MEFESZ Jegyzetosztály/
- A felszabadulás és Magyarország nemzetközi jogi szuverénitása. Szeged, Csongrád M. Ny., 1954, (!1955.)
- Törvényesség és az igazságosság elve a nemzetközi jogban. Budapest, 1957
- Nemzetközi jog (Hajdú Gyulával és Vitányi Bélával), 2. átdolg. kiad. Budapest, 1958. 471 oldal
- A magyar közjogi pozitivizmus és Buza László első monográfiái. Szeged, Szegedi Egyetem, 1958. Szegedi Ny. 19 oldal /Acta Universitatis Szegediensis Acta juridica et politica/
- A béke és a nemzetközi jogi törvényesség, Buza László előadása és hozzászólások. Kiad. a Magyar Jogász Szövetség az Országos Béketanács és a Közalkalmazottak Szakszervezete. Budapest, 1958. Budapest, Szikra, 31 oldal
- Az atom- és hidrogénrobbantás és a nemzetközi jog. Budapest, Akad. Kiadó, 1958. Budapest, Akad. Ny.
- Jogi tanulmányok Buza László egyetemi tanár, akadémikus oktatói működésének 50. évfordulójára. Szerk: Antalffy György et al. Szeged, Szegedi Ny., 1958. 369 oldal, illusztrált /Acta Universitatis Szegediensis Acta juridica et politica/
- Szükséghelyzet a nemzetközi jogban. Budapest, Akad. Kiadó, 1958, Budapest, Akad. Ny.
- The state of necessity in international law. Budapest, Akad. Kiadó, 1959. Budapest, Akad. Ny. 23 oldal
- Nemzetközi jog. Egyetemi tankönyv. (Hajdú Gyulával). 3. átdolg. kiad. Budapest, Tankönyvkiadó, 1961. Szeged, Szegedi Ny. 470 oldal
- Az ENSZ főtitkárának nemzetközi jogi helyzete. Szeged, Szegedi Tudományegyetem, 1961, Szeged, Szegedi Ny. 32 oldal /Acta Universitatis Szegediensis Acta juridica et politica/
- (Recenzió) Herczeg Géza: A gyarmati kérdés és a nemzetközi jog. In: Állam és jogtudomány, 1962. (5. évf.) 4. sz. 550-559. oldal
- A nemzetközi jogi normák kialakulásának útja. A fejlődésnek az ENSZ alapokmányában meghatározott iránya a békés egymás mellett élés... szellemében. Szeged, Szegedi Egyetem, 1963. Szegedi Ny. 50 oldal /Acta Universitatis Szegediensis de Attila József nominatae Acta juridica et politica/
- (Recenzió) Beér János: A helyi tanácsok kialakulása és fejlődése Magyarországon 1945-1960-ig. Budapest, 1962. In: Századok, 1963. (97. évf.) 1. sz. 199-201. old.
- A nemzetközi ellenőrzés mint a törvényesség biztosítéka a nemzetközi életben. In: Állam és jogtudomány, 1965. (8. évf.) 2. sz. 163-182. oldal
- A nemzetközi jog fejlődése a felszabadulás óta. Szeged, Szegedi Ny., 1965. 47 oldal /Acta Universitatis Szegediensis de Attila József nominatae Acta juridica et politica/
- Kritikai tanulmányok a modern polgári jogelméletről. Budapest, 1963. In: Századok, 1966. (100. évf.) 6. sz. 1351-1352. oldal
- A nemzetközi jog fő kérdései az új szellemű nemzetközi jogban. Budapest, Akad. Kiadó, 1967 Budapest, Akad. Ny. 111 oldal
- Nemzetközi jog, egyetemi tankönyv. (Hajdú Gyulával). 4. kiad. Budapest, Tankönyvkiadó, 1968. Budapest, Felsőokt. Jegyzetell. soksz. 470 oldal
- Az elmélet és a gyakorlat fogalma és egymáshoz való viszonyának kérdése a nemzetközi jogban. In: Állam és jogtudomány, 1968. (11) 1. sz. 3-12. oldal